# Mid-oceanische rug
Een mid-oceanische rug (soms afgekort tot MOR), spreidingsrug, of spreidingszone is een langgerekte, hoger gelegen structuur. Mid-oceanische ruggen liggen normaal gesproken op de bodem van een oceaan, maar er zijn enkele uitzonderingen waarbij een rug op het land ligt. 
Een voorbeeld van een mid-oceanische rug is de Mid-Atlantische rug in de Atlantische Oceaan. De mid-oceanische ruggen spelen een belangrijke rol in het proces van platentektoniek: daar bewegen verschillende tektonische platen van elkaar weg. De  ruimte die daardoor tussen de platen ontstaat, wordt opgevuld door magma uit de asthenosfeer (de laag in de Aarde onder de lithosfeer). Het magma stolt aan het oppervlak, waardoor hier nieuwe oceanische lithosfeer  wordt gevormd. Dit zorgt ervoor dat op mid-oceanische ruggen veel vulkanisme voorkomt.
Doordat de platen uit elkaar blijven bewegen, blijft het proces doorgaan en wordt steeds nieuwe lithosfeer gevormd bij de oceaanruggen. Het proces, waarbij op spreidingszones oceanische korst wordt gevormd, heet oceanische spreiding.
Het tegenovergestelde proces, dus waar juist oceanische korst verdwijnt, vindt plaats waar verschillende platen naar elkaar toe bewegen. Hier zal vrijwel altijd de ene plaat onder de andere verdwijnen. Dit proces wordt subductie genoemd. Zulke subductiezones worden vaak gekenmerkt door een diepe oceanische trog, waar de twee platen elkaar raken, en het ontstaan van vulkanen op de tegenoverliggende plaat. Een voorbeeld hiervan is te zien ten westen van het Zuid-Amerikaanse continent: hier komt de oceanische Nazca-plaat onder een continentaal deel van de Zuid-Amerikaanse-plaat. Het gevolg is het ontstaan van een diepe oceanische trog langs de Zuid-Amerikaanse kust en van een gebergte (in dit geval de Andes).
Omdat de Aarde niet groter of kleiner wordt, zou je kunnen stellen dat de hoeveelheid nieuw gevormde lithosfeer gelijk zal moeten zijn aan de lithosfeer die verdwijnt in de subductiezones.